# Dicranomyia kraussi
Dicranomyia kraussi là một loài ruồi trong họ Limoniidae. Chúng phân bố ở miền Australasia.